# Agartala
Agartala (bengálsky আগরতলা) je hlavní a největší město indického státu Tripura. Je to druhé největší město v severovýchodní Indii po Guvahátí v Ásámu. V roce 2015 v něm žilo 522 613 obyvatel. Většinu z nich tvoří Bengálci a Tripuřané, nejrozšířenějším náboženstvím je hinduismus. Město leží v nížině podél řeky Haora dva kilometry od hranice s Bangladéšem, má vlhké subtropické podnebí.
Agartala byla hlavním městem Tripurského království, palác panovníků Udžajanta z roku 1901 slouží jako muzeum. Tradičními vývozními artikly jsou čaj a výrobky z bambusu, rozvíjejí se služby i informační technologie. Město má vlastní letiště, sídlí zde Tripurská univerzita a Národní technologický institut Agartala.
Ve městě se narodil profesionální tenista Somdev Devvarman.